# 白滝 (食材)
白滝（しらたき）は、コンニャクの球茎から作られる、半透明でゼラチン状の日本の麺である。伝統的な日本料理によく用いられるが、小麦、グルテン、卵等を用いず、低カロリーであることから、アレルギー症状を有する人やダイエット中の人にとって価値のある食材となっている。

## 組成
白滝は、97%の水と3%のコンニャクからなり、水溶性食物繊維のグルコマンナンを含む。消化可能な炭水化物の量は非常に少なく、カロリーは低い。それ自体ではほぼ無味である。

## 製法
コンニャクの球茎から蒟蒻を作り、そこから白滝が作られるが、地域によって製法が異なる。関西地域では、成形した蒟蒻を糸状に切って作る。関東地域では、蒟蒻ゾルを細い穴から熱くて濃い石灰水の中に押し出して作る。大手の製造業者は、どちらのタイプも後者の方法で作る。

## 調理への利用
白滝は、乾燥状態のものと濡れた状態のものが市販されている。後者は液体と一緒にパックされている。賞味期限は、通常１年以内である。パッケージされた液体には一部の人が不快に感じる匂いがあり、調理への利用前に水洗いや下茹でが必要なものもある。乾燥したものは苦みが減少してパスタのような堅さになり、スープ等に用いられる。

## 名前
白滝という名前は、その見た目が「白い滝」のように見えることから名付けられた。日本語では糸蒟蒻（いとこんにゃく）、英語ではyam noodles、devil's tongue noodles等と呼ばれることもある:157-11。糸蒟蒻は、白滝よりも太く色が濃いものを呼ぶこともあり、関西地域で好まれる。